# Arcucornus
Arcucornus is een kevergeslacht uit de familie van de boktorren (Cerambycidae). De wetenschappelijke naam van het geslacht werd voor het eerst geldig gepubliceerd in 1997 door Scambler.

## Soorten
Arcucornus omvat de volgende soorten:
- Arcucornus occidentalis Scambler, 1997
- Arcucornus orientalis Scambler, 1997